# 道諾黴素
道諾黴素（英語：Daunorubicin，也可寫為daunomycin），是一種用於治療癌症的化療藥物。特別在治療急性骨髓性白血病 (AML)、急性淋巴性白血病 (ALL)、慢性髓細胞性白血病 (CML) 和卡波西肉瘤。它經靜脈注射給藥。也有一名為利泊桑體道諾黴素的脂質體形式的製劑販售。
道諾黴素屬於蒽環類藥物家族。它的部分作用是阻斷拓撲異構酶 II的功能。此藥物最初是從鏈黴菌屬中的細菌中分離而來。

## 不良影響
使用此藥物常見的副作用有脫髮、嘔吐、骨髓抑制和口腔內部發炎。嚴重的副作用有心血管疾病和注射部位組織壞死。個體於懷孕期間使用可能會對胎兒造成傷害。

## 醫療用途
道諾黴素可減緩或阻止患者體內癌細胞生長。它通常與其他化療藥物（如阿糖胞苷）聯合使用，給藥取決於腫瘤類型和反應程度。
此藥物除主要用於治療急性骨髓性白血病外，也用於治療神經母細胞瘤。道諾黴素已與其他化療藥物一起用於治療慢性骨髓性白血病的急變期。
道諾黴素也作為起始原料，用於半合成三種治療癌症的藥物 - 阿黴素、泛艾黴素和伊达比星。

## 作用機轉
道諾黴素與阿黴素類似，係透過插入DNA雙螺旋結構的鹼基對之間，而抑制大分子生物合成，這種機制可抑制拓撲異構酶 II的活性（此種酶負責切割DNA螺旋的兩條鏈以處理DNA纏結和超螺旋），缺乏拓撲異構酶 II的作用後，DNA超螺旋會阻礙DNA轉錄。道諾黴素能使已遭切斷的DNA鏈（用於複製之用）的拓撲異構酶 II複合物變得穩定，而阻止DNA雙螺旋重新連結，進而將複製程序終止。

## 給藥途徑
道諾黴素只能透過快速靜脈輸注的方式給藥，不應採肌肉注射或是皮下注射的方式，因為可能會因此導致注射部位的廣泛組織壞死。它也不應透過鞘內注射（進入脊椎管），如此會對神經系統造成廣泛損害，且可能導致死亡。道諾黴素已被用於注射進入眼球玻璃體腔內，用於預防增生性玻璃體視網膜病變（PVR，進行視網膜剝離手術後的常見併發症），然而研究結果顯示此藥物對PVR的預防效果有限，目前並非主流治療方法。

## 歷史
一間名為Farmitalia的義大利製藥公司在1950年代開始進行系統性由土壤微生物中分離抗癌化合物，並從位於該國普利亞大區一座建於13世紀的城堡（蒙特城堡）周圍地區的土壤中分離出一種樣本 - 一種新的，能產生紅色素的Template:Lea菌株，並從這種細菌產生一種抗生素，並對治療鼠類腫瘤具有活性。大約在同一時間另有一群法國研究人員也發現相同的化合物，兩個團隊因此將這種化合物命名為道諾黴素，命名方式是使用兩組字組成 - Dauni（一個於古羅馬時期居住在發現微生物當地的道尼人之名），與rubis（法語，紅寶石之義，用以描述黴素的顏色）。對此藥物的臨床試驗於20世紀60年代開始，而發現其在治療急性白血病和淋巴瘤方面能發揮作用。
然而到1967年，人們開始認識到此藥物可能會產生致命的心臟毒性。因此應只在醫院中施用此種藥物，且由有經驗的化療醫師執行。患者於施用之前必須進行測試，包括心電圖及心臟超音波，以確定其心臟能夠承受。

## 社會與文化
道諾黴素於1979年在美國被批准用於醫療用途。它已被列入世界衛生組織基本藥物標準清單中。